# Hygroscopique
Une substance hygroscopique est une substance qui a tendance à retenir l'humidité de l'air, par absorption ou par adsorption.
Quelques exemples de substances hygroscopiques :
Minéraux
- Halite : le chlorure de sodium (sel de cuisine) ;
- Sylvine.

Autres
- l'acide hyaluronique ;
- le pentoxyde de phosphore ;
- le balsa ;
- l'acide sulfurique concentré ;
- l'acétate de calcium ;
- la glycérine ;
- l'éthanol, le méthanol ;
- le biogazole ;
- le liquide de frein (DOT, sauf DOT 5) ;
- le miel ;
- le carboxyméthylcellulose sodique ;
- l'oxyde de magnésium (magnésie) ;
- la soude ;
- le sorbitol ;
- le chlorure de calcium, souvent utilisé pour cette propriété dans les absorbeurs d'humidité commerciaux encore appelés dispositifs dessiccateurs ou desséchants ;
- le lactose ;
- l’anhydride borique (oxyde de bore) ;
- le propylène glycol, utilisé dans les liquides à vapoter de la cigarette électronique notamment ;
- l'Hydyne.

## Déliquescente
Une substance déliquescente est une substance qui a la capacité d'absorber l'humidité de l'air au point de s'y dissoudre. Exemples : chlorure de calcium, hydroxyde de potassium et hydroxyde de sodium. Les substances déliquescentes sont utilisées comme absorbeurs d'humidité dans les dessicateurs.
L’inverse de la déliquescence est l'efflorescence. Une substance efflorescente est une substance qui perd son eau de cristallisation en devenant pulvérulente.